# Balfour-Deklaration

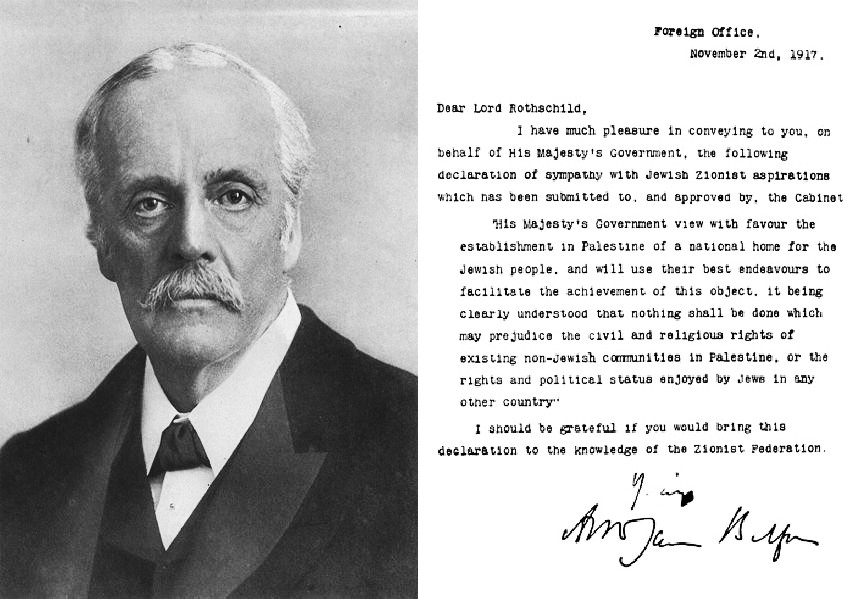
Bild von Balfour und seiner Deklaration

In der Balfour-Deklaration vom 2. November 1917 erklärte sich Großbritannien einverstanden mit dem 1897 festgelegten Ziel des Zionismus, in Palästina eine „nationale Heimstätte“ des jüdischen Volkes zu errichten. Namensgeber war der damalige britische Außenminister Arthur James Balfour. Mit der Deklaration sollten auch die Rechte bestehender nicht-jüdischer Gemeinschaften gewahrt bleiben. Damals befand sich Palästina noch im Machtbereich der Osmanen. Die damalige britische Regierung unter Lloyd George versprach sich von der Zusage an die zionistische Bewegung Vorteile in der Mobilisierung zusätzlicher Ressourcen während des Krieges und auch langfristige strategische Vorteile.
Am 31. Oktober 1917 hatten Truppen aus mehreren Ländern des British Empire (darunter Truppen aus Australien und Neuseeland) unter dem britischen General Edmund Allenby die Stadt Be’er Scheva erobert (Schlacht von Beerscheba). Am 7. November fiel Gaza, am 16. November Jaffa (siehe Palästinafront#1917) und am 9. Dezember 1917 Jerusalem.
Die britische Balfour-Deklaration war an die Verantwortlichen der zionistischen Weltorganisation gerichtet. Sie wird als eine entscheidende Garantieerklärung an den Zionismus angesehen, um in Palästina eine „nationale Heimstätte für das jüdische Volk“ errichten zu dürfen.

## Deklaration

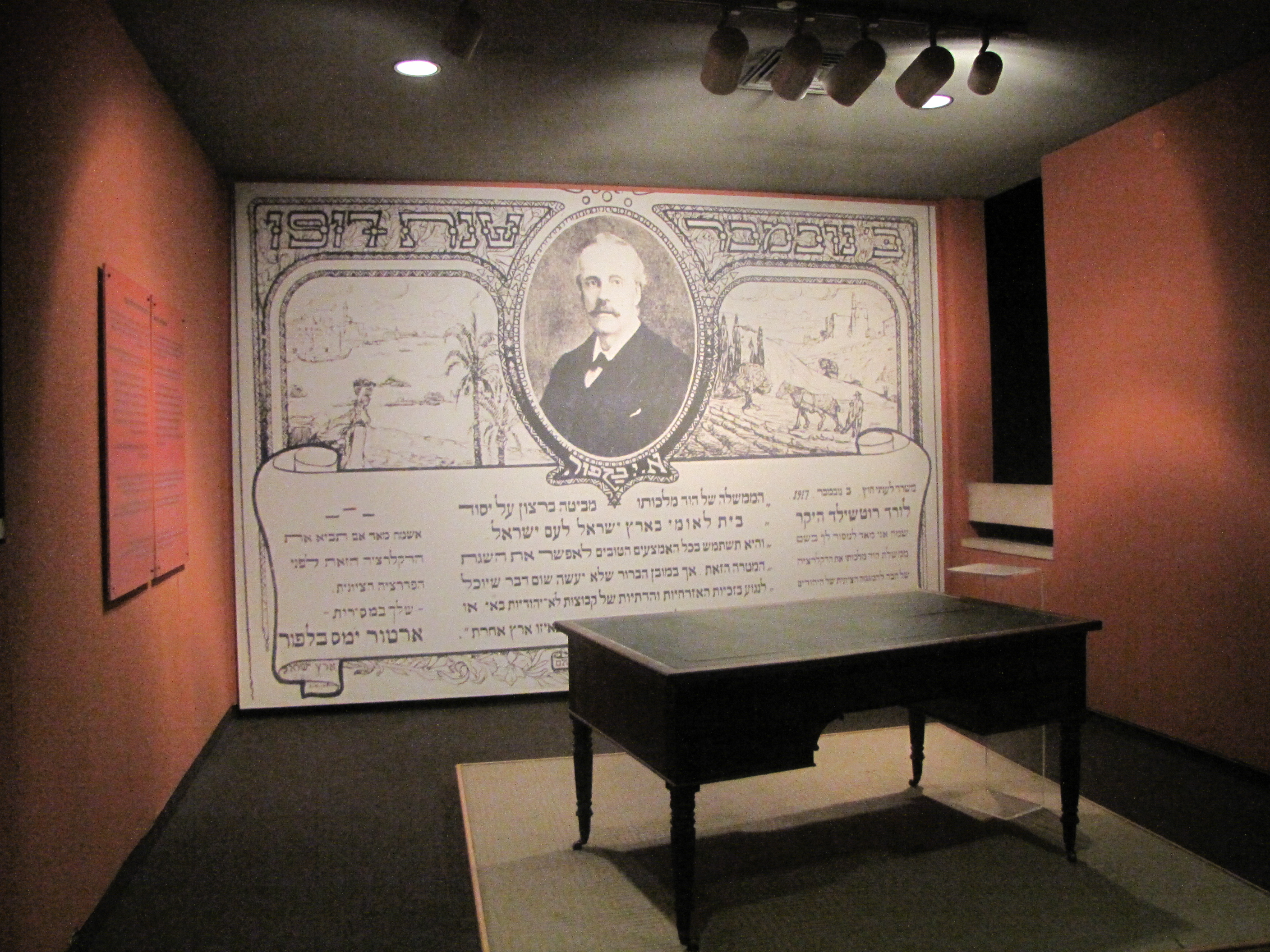
Schreibtisch Balfours im ANU – Museum des Jüdischen Volkes in Tel Aviv-Jaffa

Die Balfour-Deklaration war unter anderen von dem zionistischen Aktivisten Chaim Weizmann und von dem britischen Unterhausabgeordneten Sir Mark Sykes vorbereitet worden. Das Mitglied der Manchester School for Zionism, Leon Simon, schrieb den Entwurf am 17. Juli 1917. In Form eines Briefes sandte dann der damalige britische Außenminister Arthur James Balfour, der ab Ende März 1925 Palästina erstmals selbst bereiste, im November 1917 an Walter Rothschild, 2. Baron Rothschild, einen prominenten britischen Zionisten, die Antwort der britischen Regierung, die damit der zionistischen Bewegung ihre Unterstützung zusagte:

„Verehrter Lord Rothschild,
ich bin sehr erfreut, Ihnen im Namen der Regierung Seiner Majestät die folgende Erklärung der Sympathie mit den jüdisch-zionistischen Bestrebungen übermitteln zu können, die dem Kabinett vorgelegt und gebilligt worden ist:
Die Regierung Seiner Majestät betrachtet mit Wohlwollen die Errichtung einer nationalen Heimstätte für das jüdische Volk in Palästina und wird ihr Bestes tun, die Erreichung dieses Zieles zu erleichtern, mit der Maßgabe, dass nichts geschehen soll, was die bürgerlichen und religiösen Rechte der bestehenden nicht-jüdischen Gemeinschaften in Palästina oder die Rechte und den politischen Status der Juden in anderen Ländern in Frage stellen könnte.
Ich wäre Ihnen dankbar, wenn Sie diese Erklärung zur Kenntnis der Zionistischen Weltorganisation bringen würden.
Ihr ergebener Arthur Balfour“

## Britische Interessen
Britische Interessen, die zu dieser Zusage geführt hatten, waren sowohl mit dem laufenden Weltkrieg verbunden wie auch mit langfristigen Überlegungen. Das Kabinett versprach sich von dieser Erklärung die Unterstützung zionistischer Organisationen in aller Welt in seinen Kriegsanstrengungen gegen die Mittelmächte, vor allem in den USA und in Russland. Die Gelegenheit war zum einen günstig, weil in Russland der Zar durch die Februarrevolution gestürzt worden war, den die Juden in Russland, aber auch in den USA als Hauptfeind betrachtet hatten. Dieses Hindernis gegen die Mobilisierung zionistischer Kreise auf Seiten der Entente entfiel nun. Zum anderen erschien der Bedarf für eine britische Erklärung zugunsten einer jüdischen Heimstätte in Palästina dringender, seit im Juni 1917 Nachrichten von deutschen Verhandlungen mit Zionisten und Osmanen nach London drangen. Da die größten jüdischen Bevölkerungsgruppen in den USA und in Russland lebten und das weitere Verhalten der US-Regierung und der russischen Regierung kriegsentscheidend erschien, folgten wichtige Vertreter der britischen Regierung wie Balfour und Lloyd George nach und nach dem Gedanken, den Chaim Weizmann und Lucien Wolf während des Krieges immer wieder an sie herangetragen hatten, dass Großbritannien auf diese Weise große Unterstützung erhalten könne.
Zu diesen akuten Interessen auf Weltebene traten die langfristigen in der Region selbst, bot doch ein Palästina unter britischer Herrschaft ein ideales Verbindungsstück zu den britischen Einflusszonen im Mittleren Osten und der wichtigsten britischen Kolonie, Britisch-Indien. Der Suezkanal, die Hauptader britischen Handels mit Asien, würde dadurch ebenfalls besser gesichert werden können.

## Internationale Anerkennung
Die Balfour-Deklaration fand 1920 Aufnahme im Friedensvertrag der Alliierten mit der Türkei. Am 24. Juli 1922 wurde die Deklaration auch in das Völkerbundsmandat für Palästina aufgenommen, das die Bedingungen für die vorübergehende Übernahme der Verwaltung des Landes durch Großbritannien mit Rücksicht auf seine jüdische und arabische Bevölkerung festlegte. Die israelische Unabhängigkeitserklärung im Mai 1948 war somit mindestens mittelbar eine Folge der Balfour-Deklaration.

## Konkretisierung der Deklaration
Da die Balfour-Erklärung nur allgemein von der Schaffung einer „Nationalen Heimstätte für die Juden“ sprach, und weder die Frage der Einwanderung noch die der politischen Organisation und die Grenzen des künftigen Palästina behandelte, mussten diese Fragen noch geklärt werden. Jüdische Organisationen (z. B. der American Jewish Congress) forderten nach internen Beratungen im Dezember 1918 zunächst die Schaffung von Bedingungen, welche die „Entwicklung Palästinas zu einem Commonwealth“ sichern würden. Chaim Weizmann warnte vor den enthusiastischen Bestrebungen, den „jüdischen Staat“ sofort schaffen zu wollen. Er vertrat die Ansicht, einen jüdischen Staat in Palästina könne es erst geben, wenn es dort eine jüdische Bevölkerungsmehrheit gebe. Diese Auffassung wurde auch von Winston Churchill, Arthur Neville Chamberlain und Jan Christiaan Smuts geteilt.
Am 27. Februar 1919 trugen Chaim Weizmann, Nachum Sokolow und Menachem Ussishkin vor dem Obersten Alliierten Rat ihre Vorstellungen vor: Förderung der Zuwanderung und Ansiedlung, Anerkennung einer offiziellen Vertretung der Juden in Palästina und eine Bevorzugung von Juden bei der Vergabe von Konzessionen für unerschlossenes Land. Eine autonome Regierung wurde vonseiten Weizmanns, der gegen Widerstand aus den eigenen Reihen seine sehr gemäßigte Linie durchsetzen konnte, nicht angestrebt. Zunächst erbat man sich die Zuwanderung von jährlich 80.000 Juden und den Aufbau eines hebräischen Bildungssystems. Wenn die Juden die große Mehrheit bildeten, so Weizmann, wären sie reif dafür, ein Regierungssystem zu errichten, das ihrer Entwicklung entspräche. Während Weizmann aus den eigenen Reihen Kritik für seine Zurückhaltung erntete, stieß er bei den Alliierten auf Zustimmung.
Von arabischer Seite gab es zunächst keinen Protest gegenüber der Balfour-Deklaration. Erst als verschiedene Auffassungen der Deklaration bekannt wurden, legte man Wert auf eine eigenständige Stellungnahme, damit arabische Interessen berücksichtigt würden. Deshalb strebten die jüdischen Vertreter auch eine Übereinkunft mit arabischen Repräsentanten an. Zu diesem Zweck traf Weizmann Ende 1918 in London Faisal I., Sohn des Königs Hussein, und schloss mit ihm am 3. Januar 1919 das Faisal-Weizmann-Abkommen, in dem die von Faisal geleitete Delegation den jüdischen nationalen Bestrebungen und der jüdischen Einwanderung nach Palästina zustimmte. Als Bedingung wurde die Verwirklichung der arabischen Unabhängigkeit vereinbart, die jedoch nicht realisiert wurde, sodass das Faisal-Weizmann-Abkommen hinfällig wurde. Die Times veröffentlichte am 12. Dezember 1919 einige Statements, die den vermeintlichen Erfolg der Verhandlungen verdeutlichen sollten. Darin heißt es, dass sich die beiden Hauptzweige der semitischen Familie mit Verständnis gegenüber ständen. Die Araber empfänden keinen Neid gegenüber den Juden und strebten eine faire Zusammenarbeit an, wie es ihnen auch von jüdischer Seite zugesichert worden sei. In einer Denkschrift erklärte Faisal::1221

„Die Juden stehen den Arabern blutsmäßig sehr nahe und zwischen den beiden Völkern gibt es keinen Konflikt der Charaktere. Grundsätzlich besteht zwischen uns absolutes Einvernehmen.“

Der Jewish Chronicle vom 3. Januar 1919 zitiert ihn wie folgt::115

„Mir wurde von Leuten, die sich selbst als zivilisiert bezeichnen, gesagt, die Juden wollten unsere Moschee in Jerusalem als ihren Tempel und sie wollten die Bauernschaft von Palästina unterdrücken und ausrotten. Ich für meinen Teil weiß, dass kein wirklicher Jude solche Absichten hegt. Diese Erfindungen beeindrucken uns nicht. Wir fordern Freiheit für die Araber, und wir würden uns ihrer unwürdig erweisen, wenn wir nicht, wie ich es jetzt tue, die Juden zu Hause willkommen heißen und mit ihnen im Rahmen der Möglichkeiten des arabischen Staates zusammenarbeiten würden.“

Nachdem in weiteren Gesprächen Vorbehalte Faisals ausgeräumt worden waren, wandte er sich in einem Brief an Felix Frankfurter, einen bedeutenden US-amerikanischen Zionisten. Darin schätzte er die jüdischen Absichten als maßvoll ein und schrieb weiter:

„Wir werden den Juden ein herzliches Willkommen in der Heimat entbieten […]. Die jüdische Bewegung ist national und nicht imperialistisch und es gibt in Syrien für jeden von uns Platz. Ja ich bin der Ansicht, dass keinem ohne den anderen ein echter Erfolg beschieden sein kann.“

Faisal hatte seine Zustimmung zur Balfour-Deklaration an die Erfüllung der Zusage der Unabhängigkeit geknüpft, welche die Briten während des Krieges gemacht hatten. Diese Zusagen wurden jedoch nicht eingehalten. Kritiker schenken dem Faisal-Weizmann-Abkommen keine Aufmerksamkeit, weil es nie in Kraft trat. Dennoch ist es eine Tatsache, dass ein führender Kopf einer arabischen Nationalbewegung und die zionistische Seite eine Einigung erzielten. Dies kann als Anzeichen interpretiert werden, dass jüdische und arabische Bestrebungen nicht zwangsläufig hätten gegensätzlich sein müssen.
Dass Faisal partikulare Interessen vertrat und nicht Sprecher der arabischen Welt und möglicherweise nicht einmal der Araber Palästinas war, zeigt die am 2. Juli 1919 verabschiedete Resolution eines Syrischen Kongresses arabischer Nationalisten, der sich darin explizit gegen die Ansprüche, „im südlichen Teil Syriens, Palästina genannt, ein jüdisches Gemeinwesen zu schaffen“, aussprach. Arabische Delegationen protestierten vor einer vom US-amerikanischen Präsidenten Woodrow Wilson entsandten Kommission.
Nach Meinungsverschiedenheiten zwischen Frankreich und Großbritannien darüber, wer das Völkerbundsmandat für bzw. über Palästina erhalten solle, wurde im April 1920 eine Einigung erzielt und das Mandat den Briten übertragen. Der Dankbarkeit der jüdischen Seite stand die Frustration der arabischen Seite gegenüber. David Lloyd George teilte das Amt des Britischen Hochkommissars in Palästina Sir Herbert Samuel zu, der Jude war.
Das Mandat sollte die Balfour-Deklaration in die Praxis umsetzen. Doch schon zu Beginn der Amtszeit Samuels zeigte sich, dass er nicht konsequent auf die Verwirklichung der Zusagen zusteuerte. Er beließ Angehörige der Militärverwaltung im Dienst, die nicht bereit waren, die Deklaration umzusetzen, und versuchte das Vertrauen der Araber durch Zugeständnisse an ihre Forderungen zu gewinnen. Die Mandatsregierung gestattete zwar die Einwanderung, tat aber sonst nichts für die Förderung eines jüdischen Staates.

## Widerstand der Araber
Die Spannungen im Land waren merklich angestiegen. Widerstand gegen die britische Politik und die Einwanderer begann sich in arabisch-nationalistischen Kreisen zu organisieren. Auch Angehörige der Militärverwaltung beteiligten sich, und so kam es im April 1920, am Ostersonntag,:158 zu größeren Ausschreitungen. Ein arabischer Mob plünderte Geschäfte in Jerusalem und tötete und verletzte jüdische Anwohner. Die britischen Truppen unterbanden die Unruhen nicht. Kurz zuvor war im französisch besetzten Damaskus Emir Faisal als König von Syrien proklamiert worden.:158 Spätestens jetzt zeigte sich, dass trotz der vorangegangenen Verhandlungen mit arabischen Persönlichkeiten ein starker arabischer Widerstand gegen die Errichtung eines jüdischen Staates bestand.
Im Mai 1921 kam es zu erneuten arabischen Ausschreitungen gegen Juden in Jaffa, bei denen 43 Juden, unter ihnen der Schriftsteller Josef Chaim Brenner, ums Leben kamen. Am 1. Mai war zunächst eine offiziell genehmigte Demonstration der jüdisch-sozialdemokratischen Achdut haAwoda von einer Gegendemonstration der jüdisch-kommunistischen Mifleget Po'alim Sozialistim attackiert worden – die rivalisierenden Gruppen gerieten dabei auch in das arabische Viertel, wo alsbald das Gerücht aufkam, die Juden wollten die Moscheen stürmen.:171 Petach Tikwa wurde von Tausenden Beduinen und ländlichen Arabern angegriffen. Die Angreifer wurden jedoch von organisierten jüdischen Siedlern zurückgeschlagen. Am 2. Mai verhängten die Briten das Kriegsrecht.:171
Den Ausbruch der Unruhen nahm Hochkommissar Samuel zum Anlass, die Einwanderung zu stoppen. Er setzte eine Untersuchungskommission ein, um die Ursachen der Ausschreitungen aufzuklären. Winston Churchill gab jedoch die Wiederaufnahme der Einwanderung bekannt. Die Untersuchungskommission kam zu dem Schluss, dass die Araber angegriffen hätten und die Polizei nicht wirkungsvoll eingeschritten sei und sich Teile der arabischen Polizeieinheiten sogar an den Attacken beteiligt hätten. Sie stellte aber auch fest, dass der Anlass der Unruhen die Aktivitäten zionistischer Institutionen gewesen seien, unter anderem die Propaganda für „hebräische Arbeit“ (nur jüdische Arbeiter sollten in jüdischen Unternehmen arbeiten). Juden wurde nun zu ihrer Sicherheit im Gegensatz zu Arabern erlaubt, Waffen zur Selbstverteidigung zu tragen.
Im Sommer 1921 stellte Samuel in einem Zwischenbericht über seine Amtszeit fest, dass das Ausmaß, in dem sich jüdische Interessen umsetzen ließen, von den „Rechten der Bevölkerung“ abhinge. In der Praxis bedeutete dies die völlige Ablehnung einer jüdischen Heimstätte durch die Araber, deren soziale und politische Gleichberechtigung in einem explizit jüdischen Gemeinwesen gefährdet schienen. Damit beugte sich der jüdische Hochkommissar dem arabischen Druck, der sich danach noch verhärtete. Samuels nachteiligste Handlung im Hinblick auf die jüdischen Interessen war die Übertragung des Amtes des Muftis von Jerusalem auf Mohammed Amin al-Husseini, einen arabischen Nationalisten, der später von Hitler hofiert wurde, arabische Soldaten zur Ausbildung in die SS schickte und es selbst bis zum SS-Mann gebracht haben soll. Noch am 8. Dezember 1938 lobte Samuel in einer Rede im britischen House of Lords den Mufti für seine Bemühungen, einen Ausgleich der Interessen in Palästina zu erreichen.:291

## Relativierung
Als Churchill Palästina besuchte, machte er Emir Abdallah von Transjordanien einige Zugeständnisse, die in Churchills Weißbuch von 1922 erläutert sind. Darin wird einerseits bekundet, dass die Briten weiterhin zur Balfour-Deklaration stünden, und andererseits den Arabern Selbstverwaltung in Aussicht gestellt. Den zionistischen Institutionen wurde kein weiteres Mitspracherecht eingeräumt und zudem betont, dass die britische Regierung nicht die Absicht habe, Palästina „so jüdisch werden zu lassen, wie England englisch ist“. Während die Zionistische Organisation sich gezwungen sah, diese Politik zunächst hinzunehmen, wurde sie von den Arabern als den jüdischen Interessen gegenüber zu kompromissbereit angesehen und daher abgelehnt und boykottiert. In Churchills Einlenken ist der Versuch erkennbar, die arabische Seite durch Zugeständnisse zu beschwichtigen; zwar wurde die Balfour-Deklaration nicht zurückgezogen, aber für ihre Umsetzung nichts mehr getan.:1227

## Langfristige Wirkung
Die Balfour-Erklärung, das britische Mandat über Palästina und die von den Briten als Verhandlungspartner bewilligte jüdische Vertretung, die 1929 gegründete Jewish Agency, setzten einen grundlegend neuen Rahmen für die weitere Entwicklung. In diesem Rahmen konnten die zionistischen Organisationen ihre Tätigkeit mit dem Ziel eines eigenen jüdischen Staates entfalten und ausweiten. „Allen Hindernissen und Schwierigkeiten zum Trotz wurde in den zwanziger Jahren das Fundament der Nationalen Heimstätte gelegt.“